# 28542 Cespedes-Nano
28542 Cespedes-Nano este un asteroid din centura principală de asteroizi.

## Descriere
28542 Cespedes-Nano este un asteroid din centura principală de asteroizi. A fost descoperit pe 3 martie 2000 la Socorro, New Mexico, în cadrul proiectului LINEAR. Asteroidul prezintă o orbită caracterizată de o semiaxă mare de 2,80 ua, o excentricitate de 0,15 și o înclinație de 2,9° în raport cu ecliptica.